# Maverick (1994.)
Maverick (eng. Maverick) je američka vestern komedija redatelja Richarda Donnera iz 1994. godine, nastala prema istoimenoj televizijskoj seriji iz 1950-ih. Glavne uloge tumače Mel Gibson, James Garner (u seriji je tumačio ulogu Breta Mavericka) i Jodie Foster.

## Radnja
Šarmantni revolveraš, kocakar i varalica Bret Maverick (Mel Gibson) pokušava kockanjem zaraditi 3.000 USD kako bi kupio pravo učešća na velikom pokeraškom turniru. Putem se udružuje s pokerašicom i prevaranticom lažnog južnjačkog naglaska Annabellom Bransford (Jodie Foster) te sa šerifom Zaneom Cooperom (James Garner) za kojeg se ispostavlja da je njegov otac.

## Glavne uloge
- Mel Gibson - Bret Maverick
- Jodie Foster - Annabelle Bransford
- James Garner - Marshal Zane Cooper
- Graham Greene - Joseph
- Alfred Molina - Angel
- James Coburn - komodor Duvall
- Geoffrey Lewis - Matthew Wicker / Eugene, Banker

## Vanjske poveznice
- Maverick na Internet Movie Databaseu (engl.)